# Apple Campus
Apple Campus byl sídlem společnosti Apple Inc. od roku 1993 do roku 2017, kdy byl z velké části nahrazen Apple Parkem, ačkoli jej Apple stále používá jako kancelářský a laboratorní prostor. Areál se nachází na 1 Infinite Loop ve městě Cupertino v západní části státu Kalifornie ve Spojených státech. Jeho design připomíná design univerzity s budovami uspořádanými kolem zelených ploch, podobně jako předměstský obchodní park.

## Historie
Sídlo společnosti Apple bylo původně umístěno v Budově 1 na adrese 20525 Mariani Ave, také ve městě Cupertino. Pozemek východně od Mariani One přes De Anza Boulevard, kde byl kampus vybudován, byl původně obsazen společností Four-Phase Systems (později společnost Motorola). Má rozlohu 850 000 čtverečních stop (79 000 m²). Stavba byla zahájena v roce 1992 a byla dokončena v roce 1993 společností Sobrato Development Company. Před rokem 1997 byly aktivity v areálu orientovány výhradně na výzkum a vývoj. Do té doby byly budovy označovány jako R&D 1 až 6. S návratem Steva Jobse do Applu v roce 1997 došlo ke změnám v areálu – byl zvýšen počet obsazených budov a mnoho činností nesouvisejících s výzkumem a vývojem bylo přesunuto do budov na Infinite Loop, čímž získaly označení „IL“. Steve Jobs zanechal na kampusu i další stopy, například zákaz domácích mazlíčků a výrazné zlepšení nabídky jídelny.
V noci 12. srpna 2008 vypukl ve druhém patře budovy Valley Green 6 oheň. Hasiči pracovali několik hodin až do následujícího rána, aby požár uhasili. Nebyla hlášena žádná zranění, ale čtyřicetiletá budova utrpěla požární škody ve výši 2 miliony USD.